# چمن بیابانی
چمن بیابانی (نام علمی: Schismus arabicus) نام یک گونه از سرده چمن بیابانی است.